# Cyklotozaur
Cyklotozaur (Cyclotosaurus) – duży kopalny płaz z rzędu labiryntodontów z triasu.
Cyklotozaury występowały w późnym triasie na terenie dzisiejszej środkowej Europy i Ameryki Północnej. Wielkość ciała nieznacznie przekraczała 2 m, a czaszka mierzyła do 57 cm. Oprócz wielu drobnych zębów posiadał też cztery duże "kłopodobne" zęby. Charakterystyczne jest dla tych płazów szczątkowe zachowanie linii bocznej. Szkielety cyklotozaurów znajdowane są w Niemczech oraz w Polsce, gdzie stanowisko paleontologiczne Krasiejów dostarczyło najliczniejszego i najbardziej kompletnego materiału.
Był zwierzęciem drapieżnym, ziemnowodnym i polował podobnie jak dzisiejsze aligatory.